# Creditkasse des Spar- und Hülfevereins in Coburg
Die Creditkasse des Spar- und Hülfevereins in Coburg war ein von 1856 bis 1921 bestehendes Coburger Bankhaus, das seinen Sitz im Steinweg 5 hatte und dessen Bankgebäude aus dem Jahre 1912, nach einem Entwurf des Coburger Stadtbaurates Max Böhme errichtet, als Baudenkmal in der Bayerischen Denkmalliste steht.

## Geschichte
Im Jahre 1855 entschloss sich der Spar- und Hülfeverein zu Coburg, der Anfang 1844 von Coburger Kaufleuten, Handwerksmeistern und Selbstständigen gegründet worden war, in Konkurrenz zur städtischen Sparkasse ein zweites Coburger Institut zu eröffnen. Dadurch sollten die beim Spar und Hülfeverein und seinen Zweiginstituten, wie der Begräbniskasse für seine Mitglieder und dem Sparverein für Konfirmationsgeschenke und Aussteuern, vorhandenen Spargelder zinsbringend verliehen werden und die Mitglieder des Spar- und Hülfevereins sowie andere Personen die Möglichkeit haben, Darlehen aufzunehmen oder Gelder sicher anzulegen.
Die Statuten legte er am 26. Januar 1856 der herzoglichen Landesregierung erstmals vor. Am 3. Februar folgte ein abgeänderte Fassung, die genehmigt wurde, und am 1. März 1856 kam es zur Gründung der gemeinnützigen Creditkasse des Spar- und Hülfevereins in Coburg. Der Spar- und Hülfeverein haftete mit seinem gesamten Vermögen für die Creditkasse. Zur Unterstützung in der Aufbauphase bekam die Spargesellschaft in den ersten 2,5 Jahren von der herzoglichen Staatskasse einen unverzinslichen Vorschuss von 7000 Gulden gegen die Verpflichtung den Vertrieb von Kasseanweisungen für die Staatskasse zu besorgen.
Die ersten Geschäftsräume bezog das Bankhaus bis 1861 im ersten Obergeschoss in der Spitalgasse 3, der erste Direktor war der Justizrat Heinrich Emil Deyßing. Im Januar 1861 erwarb die Gesellschaft Carl Kaufmanns Restauration und Brauerei, zuvor der Gasthof Zum Güldenen Adler, im Steinweg 5 für 18.000 Gulden und ließ das Gebäude für 10.000 Gulden umbauen. Am 25. Juli 1861 zog die Bank in das erste Stockwerk ein. Das Erdgeschoss war anfangs an die Thurn- und Taxissche Postbehörde vermietet. Im Jahre 1902 folgte eine erste Erweiterung, bis 1911 als Ersatz ein repräsentativer Neubau in Angriff genommen wurde, der 1912 fertiggestellt war.
Am 11. Dezember 1900 erklärte das Staatsministerium die Creditkasse für die Anlegung von Mündelgeldern geeignet. Im Jahre 1913 wies die Bank eine Bilanzsumme von etwa 14,7 Millionen Mark auf.
Haftungsaspekte, die notwendige Geschäftsexpansion und hohe Bestände an Kriegsanleihen, die noch nicht ausreichend auf die Kurswerte abgeschrieben waren, veranlasste im Jahre 1921 den Spar- und Hülfeverein die Creditkasse, mit damals rund 23 Millionen Mark Bilanzsumme, zu verkaufen. Angebote gab es von der Bayerischen Staatsbank, der Bayerische Hypotheken- und Wechselbank und der Stadtsparkasse Coburg. Trotz einer publizistischen Offensive des Direktors der Sparkasse, Conrad Soergel, in der Coburger Zeitung gegen die Münchner Großbanken, stimmten am 15. August 1921 in einer Generalversammlung von den etwa 1850 Mitgliedern des Spar- und Hülfevereins 510 für das am besten dotierte Angebot der Bayerischen Staatsbank, 91 waren dagegen. Am 1. Januar 1922 folgte die Übernahme.

## Bankgebäude

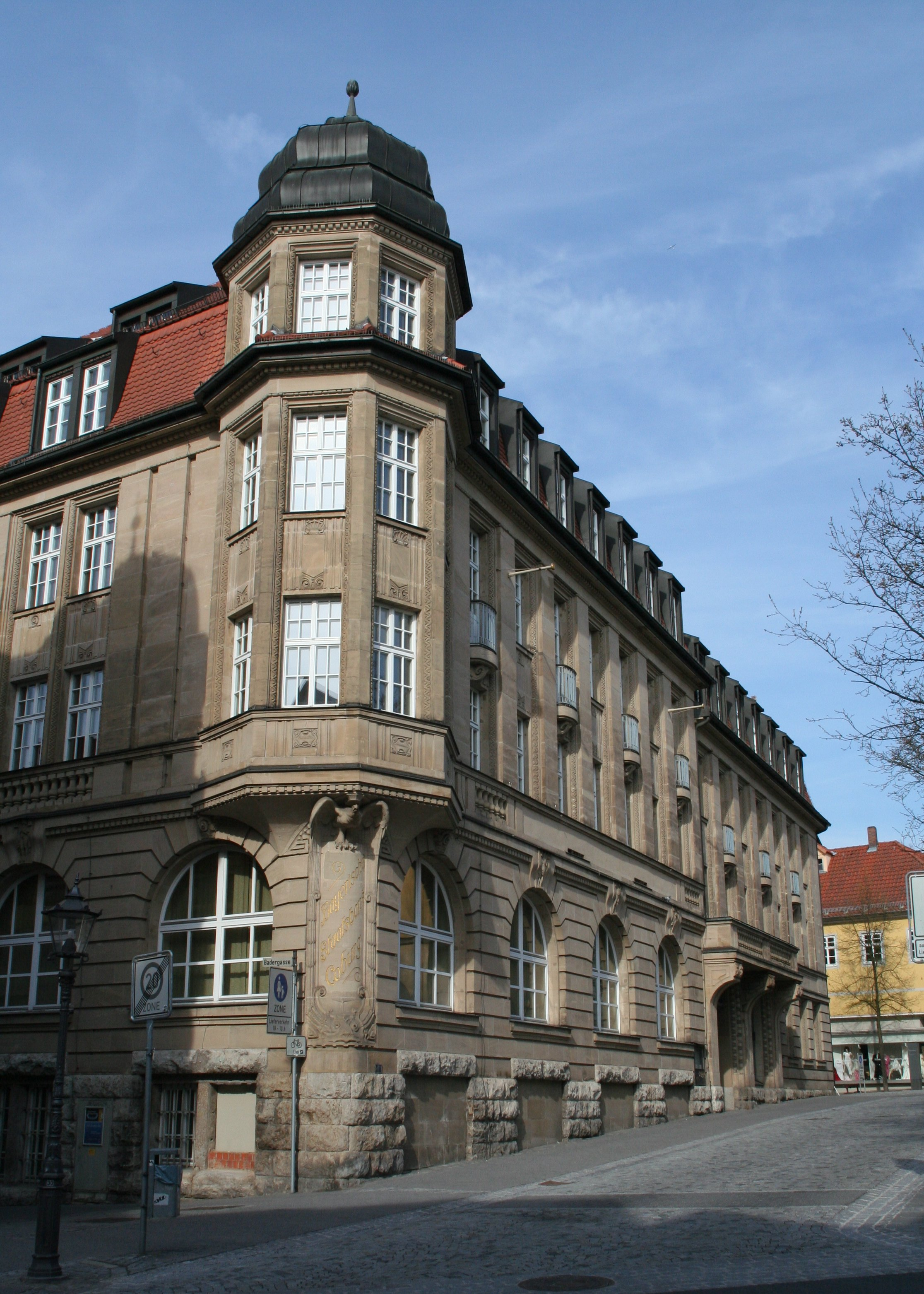
Fassade Georgengasse, links Badergasse

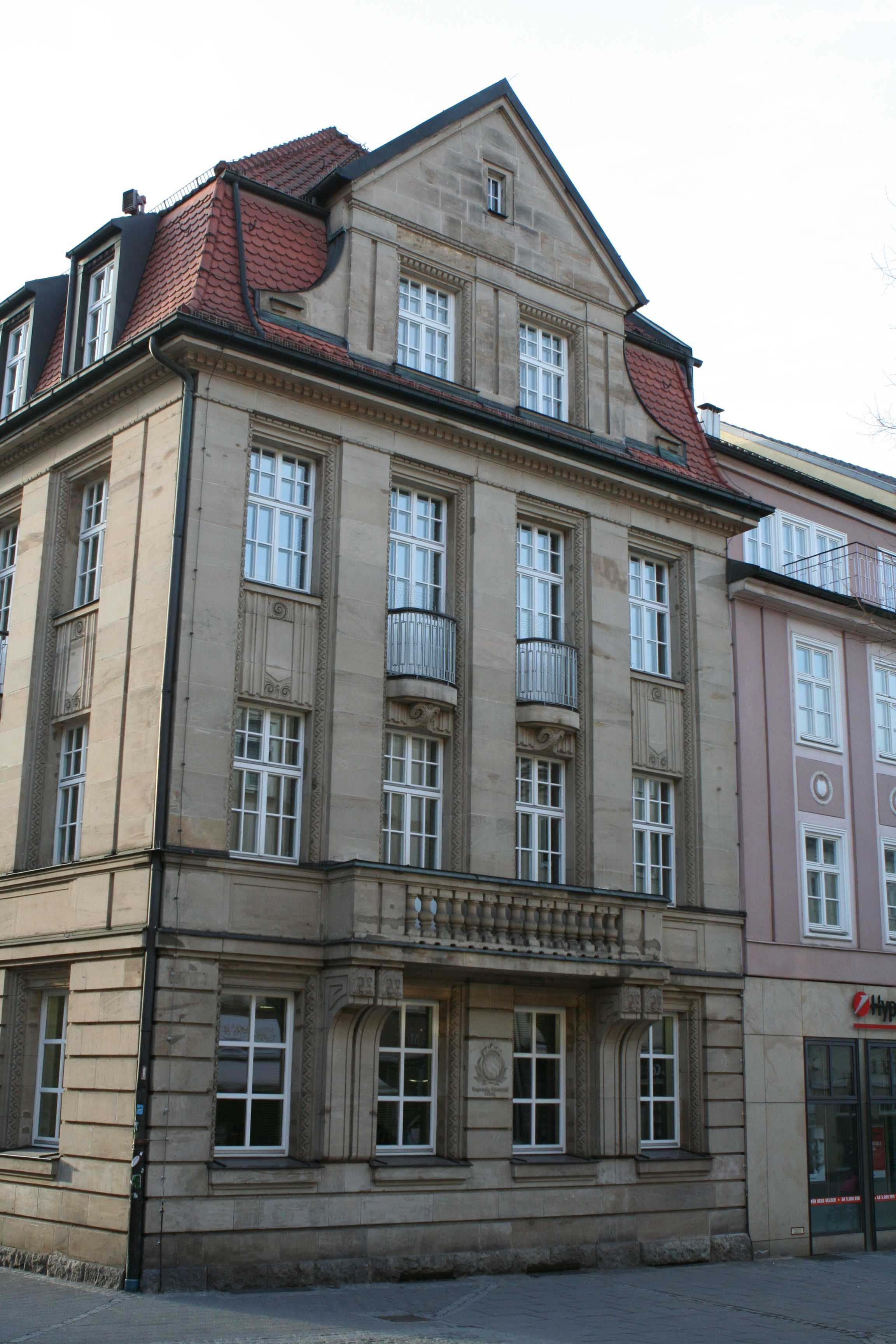
Fassade Steinweg

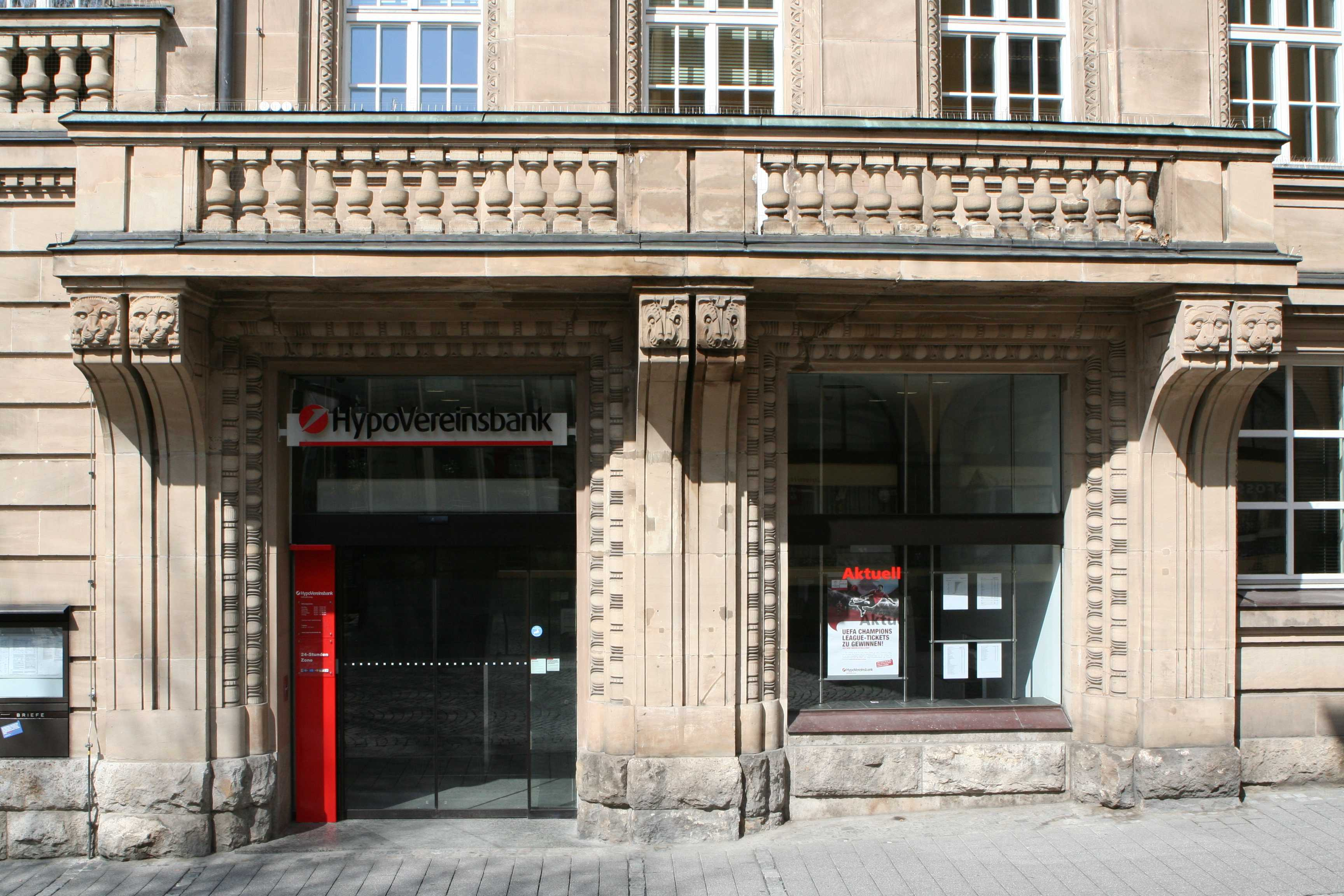
Haupteingang

Das dreigeschossige Eckhaus zwischen Steinweg, Mohrenstraße und Badergasse wurde in späten Jugendstilformen mit einem Mansardwalmdach nach einem Entwurf des Coburger Stadtbaurates Max Böhme errichtet. Die Leitung der Bauarbeiten hatten die Architekten Paul Schaarschmidt und Scheibe. Anfang April 1912 wurde das Bankgebäude, in dessen Obergeschossen Wohnungen eingerichtet waren, eröffnet.
Die Langseite mit der Hauptfassade steht entlang der Georgengasse, einer wichtigen Verbindung zwischen Bahnhof und Schloss. Geprägt wird die Straßenfront an der Ecke Mohrenstraße/Badergasse durch einen dreigeschossigen, fünfseitigen Erker über einer Adlerkartusche mit der Bezeichnung des Bankhauses. Die Fassade ist stark plastisch gegliedert, insbesondere durch breite Lisenen, die vor den Fensterebenen stehen, und im zweiten Obergeschoss durch die wechselnde Anordnung von gefelderten, ornamentierten Fensterbrüstungen und flachen Balkonen sowie durch die Anordnung von Mansardgauben in den Achsen der Obergeschossfenster. Zickzackbänder rahmen die Fenster.
Obwohl die Georgengasse von Ost nach West ein Gefälle aufweist, besitzt die östliche Hälfte des Bauwerks eine niedrigere Dachtraufe als die leicht vorspringende westliche. Der Höhenversatz findet neben dem Haupteingang statt und ergibt im westlichen Teil ein zusätzliches Halbgeschoss, dessen Fassade aus einem Bossenmauerwerk besteht, wie der niedrige Sockel des östlichen Abschnittes. Darüber befindet sich das umlaufend gebändert ausgebildete Erdgeschoss. Die westliche Hälfte des Erdgeschosses wird durch große Rundbogenfenster und eine Blendbalustrade im ersten Obergeschoss geprägt, die östliche Hälfte weist dagegen Rechteckfenster in den Achsen der Obergeschossfenster auf. Der mittig angeordnete Haupteingang ist durch einen Balkon, der auf drei Konsolen mit Löwenmasken auskragt, gekennzeichnet.
Im östlichen Steinweg ist die Fassade in Fortsetzung des westlichen Abschnittes gestaltet. Im ersten Obergeschoss ist zusätzlich mittig ein Balkon mit Balustrade auf doppelten Löwenmaskenkonsolen vorhanden. Ein zweiachsiges Zwerchhaus mit Dreiecksgiebel bildet den oberen Abschluss. Die kurze Westfassade in der Badergasse ist schlichter gestaltet. Die vier Fenster in den oberen Stockwerken sind zu Zweiergruppen zusammengefasst, Balkone sind nicht vorhanden.
Ab 1922 war das Gebäude Sitz der Coburger Filiale der Bayerischen Staatsbank, die 1957/58 einen grundlegenden Umbau im Innern durchführen ließ. Nach der Übernahme der Bayerischen Staatsbank AG durch die Bayerische Vereinsbank im Jahre 1971 wurde es Sitz der Vereinsbank, die 1979 eine umfangreiche Entkernung veranlasste und bis 1981 einen Anbau in der Badergasse, in der äußeren Gestaltung dem Bestand angepasst, errichtete. Im Jahre 1998 wurde in dem Haus schließlich die Filiale der HypoVereinsbank untergebracht, nachdem Bayerische Hypotheken- und Wechselbank und Bayerische Vereinsbank fusioniert hatten. In den Jahren 2008/2009 gab es in dem Anwesen wieder eine Modernisierung.